# Jean Cousin (navegante)
Jean Cousin, también Jehan Cousin, fue un cartógrafo y experto navegante francés de Normandia del siglo XV, recordado porque decía haber descubierto el Nuevo Mundo en 1488, cuatro años antes que Cristóbal Colón, cuando habría desembarcado en Brasil en torno a la desembocadura del río Amazonas, tras haber sido empujado hacia el oeste por una tormenta cuando realizaba un viaje al África occidental.
La reclamación del descubrimiento del Nuevo Mundo por Cousin ha sido reafirmada en Francia durante mucho tiempo. Ese viaje de Cousin y sus marineros normandos fue utilizado por Carlos IX para justificar los intentos franceses de colonización de la Florida, en Fort Caroline, en 1564-65, ya que, decía, habían descubierto el Nuevo Mundo antes de que los españoles lo hicieran. El área fue llamada por los franceses Tierra de los bretones [Terre des Bretons]. En 1660, Etienne Clairac en Use et coutume de la mer así lo destacó. La reclamación también se ha reafirmado a veces en la literatura popular contemporánea.
Los registros del viaje de Cousin, que estarían en los archivos de la ciudad de Dieppe, habrían quedado destruidos durante un bombardeo de los británicos en 1604, y este hecho se ve ahora seriamente cuestionado por varios historiadores.

## Biografía
Jean Cousin fue un cartógrafo de Dieppe de mediados de siglo XV. Se habría formado como infante de marina en la ciudad portuaria de Dieppe, ciudad que luego dio lugar a la famosa escuela de cartografía de Dieppe. (Todavía hay una carta marina firmada por él datada en 1571.) Navegante experimentado, pronto llegaría a capitán.
Según otros, habría sido una leyenda que habría comenzado a finales de siglo XVIII la que le hacía en realidad un explorador de finales del siglo XV.

### El viaje del supuesto descubrimiento
En 1488, sería enviado desde el puerto de Dieppe, y uno de sus capitanes sería uno de los hermanos Pinzón, en un viaje a África Occidental y luego a las islas Azores, donde su barco, arrastrado por la tormenta, habría sido empujado hacia el oeste. Habría alcanzado costas desconocidas, remontando un gran río al que llamó Marañón, para, a continuación, poner rumbo de regreso a África y estar de retorno en Dieppe en 1489. Según él, Alonso Pinzón le habría abandonado por una disputa después de haber regresado a Dieppe y habría vuelto a España, donde luego había asesorado a Colón en su viaje a vela hacia el oeste. Se sabe que Pinzón demostró una notable confianza en la guía de Colón en su descubrimiento del Nuevo Mundo. Sin embargo, no hay ningún registro escrito indiscutible para apoyar la afirmación de Cousin de su descubrimiento. en Brasil, en el cabo de São Roque, y que habría visitado el gran río Amazonas. Para el capitán John James Gambier, almirante de la flota inglesa (XVIII y XIX) y gobernador de las Bahamas, Jean Cousin sería el verdadero descubridor de América.
Esta relación, defendida por Paul Gaffarel a finales del siglo XIX, se ve seriamente cuestionada por varios historiadores. En este sentido, Chaunu subraya que «la historiografía francesa del siglo XIX ha tenido sus pretensiones. Charles-André Julien ha acabado, de una vez, de disipar la leyenda del descubrimiento de la Guinea por los normandos y del descubrimiento de Brasil por Jean Cousin».

## Otros viajes de descubrimiento franceses a América
Después del supuesto viaje de Cousin, Binot Paulmier de Gonneville realizó un viaje en 1504 a bordo de L'Espoir, viaje que fue registrado apropiadamente y en el que llevó de vuelta a un indio llamado Essomericq. Se cree que en dicho viaje habría llegado a Sudamérica. Gonneville afirmó que durante ese viaje, que ahora se cree pudo haber sido a Brasil, encontró a comerciantes franceses de Saint-Malo y Dieppe que ya estaban allí comerciando desde hacía varios años.